# Cantonul Toulouse-13
Cantonul Toulouse-13 este un canton din arondismentul Toulouse, departamentul Haute-Garonne, regiunea Midi-Pyrénées, Franța.

## Comune
- Colomiers
- Toulouse (parțial, reședință)

Cantonul omvat de volgende delen van de stad Toulouse:
- Ancely
- Saint-Martin du Touch